# Distretto di Hongos
Il distretto di Hongos è uno dei trentatré distretti della provincia di Yauyos, in Perù. Si trova nella regione di Lima e si estende su una superficie di 103,8 chilometri quadrati.
Istituito il 29 gennaio 1965, ha per capitale la città di Hongos.